# Come On Eileen
Come On Eileen is een nummer van de Britse band Dexys Midnight Runners. Het nummer verscheen op hun album Too-Rye-Ay uit 1982. Op 25 juni van dat jaar werd het nummer uitgebracht als de tweede single van het album.

## Achtergrond
Come On Eileen, geschreven door bandleden Kevin Rowland, Jim Paterson en Billy Adams, wordt officieel toegeschreven aan Dexys Midnight Runners en The Emerald Express. Een aantal versies van het nummer bevat een intro met een Keltische vioolsolo of een a-capella-coda gebaseerd op het Ierse volksliedje Believe Me, if All Those Endearing Young Charms van Thomas Moore. Vaak wordt aangenomen dat het nummer gaat over een vriendin met wie Rowland een romantische relatie had in zijn tienerjaren, maar volgens Rowland zelf bestond Eileen niet: "In feite was zij een samengesteld persoon om een punt te maken over katholieke repressie".
Come On Eileen begint met een Keltische viool en een drumbeat, terwijl de basgitaar en de piano ook aanwezig zijn. In de eerste regel van het nummer wordt de muzikant Johnnie Ray genoemd. Het refrein van het nummer is losjes gebaseerd op het nummer A Man Like Me van Jimmy James and the Vagabonds. De brug van het nummer begint in een langzaam tempo en wordt steeds sneller.
Er zijn verschillende versies van Come On Eileen die verschenen op albums of singles wereldwijd. Op compilatiealbums van de band verschijnt een versie van 4:06 minuten en slaat de intro en de coda over. Op de wereldwijde 12"-single en de Britse en Amerikaanse 7"-single is een versie van 4:12 minuten te horen, waar de intro niet uit is geknipt. De albumversie van 4:32 minuten bevat naast het hoofdgedeelte alleen de coda. Op de Amerikaanse heruitgave van het album uit 2002 staat een versie van 4:47, waarop zowel de intro als de coda te horen zijn.

## Hitlijsten
Come On Eileen werd een nummer 1-hit in de meeste Engelstalige landen, waaronder in thuisland het Verenigd Koninkrijk, de Verenigde Staten, Australië, Nieuw-Zeeland en Ierland.
In Nederland werd de plaat veel gedraaid op de landelijke radiozenders en werd een hit in de destijds drie hitlijsten op de nationale publieke popzender Hilversum 3. De plaat bereikte de 4e positie in de Nederlandse Top 40, de 7e positie in de Nationale Hitparade en de 5e positie in de TROS Top 50. In de Europese hitlijst op Hilversum 3, de TROS Europarade, werd de 17e positie bereikt.
In België bereikte de plaat de nummer 1-positie in zowel de voorloper van de Vlaamse Ultratop 50 als de Vlaamse Radio 2 Top 30.
De plaat kreeg een prijs in de categorie "Beste Britse single" tijdens de Brit Awards in 1983. De televisiezender VH1 zette de plaat op de eerste plaats in hun lijst van de beste eendagsvliegen uit de jaren '80.

## Videoclip
De videoclip van Come On Eileen is in het voorjaar van 1982 gefilmd in de Londense wijk Kennington op de hoek van Brook Drive en Hayles Street en vervolgens op Austral Street en Holyoak Road. Het personage Eileen wordt zowel in de videoclip als op de hoes van de single gespeeld door Máire Fahey, de zus van Bananarama-zangeres Siobhan Fahey. In de videoclip zijn tevens beelden te zien van de aankomst van Johnnie Ray op London Heathrow Airport in 1954. In Nederland werd de videoclip destijds op televisie uitgezonden in de popprogramma's AVRO's Toppop en Countdown van Veronica.

## Covers en gebruik in de media
Come On Eileen is gecoverd door de skaband Save Ferris, die hier in 1998 in Nederland de 55e plaats in de Mega Top 100 mee haalden. In 2004 werd een nieuwe versie van het nummer uitgebracht door de band 4-4-2 onder de naam Come On England om het Engels voetbalelftal te steunen tijdens het Europees kampioenschap voetbal 2004. Op 7 augustus 2005 werd het nummer gebruikt als wake-up call voor de astronauten van de Discovery op de laatste dag van STS-114 voor Eileen Collins. Het nummer komt voor in de films Tommy Boy (1995), Take Me Home Tonight (2011) en The Perks of Being a Wallflower (2012).

## Trivia
In 1991 ontmoette Kevin Rowland zijn 17-jarige dochter uit een verbroken relatie. Op 8-jarige leeftijd kocht ze de Come On Eileen-single zonder te weten dat die door haar vader werd gezongen.

## Hitnoteringen

### Nederlandse Top 40
| Hitnotering: 04-09-1982 t/m 13-11-1982 | Hitnotering: 04-09-1982 t/m 13-11-1982 | Hitnotering: 04-09-1982 t/m 13-11-1982 | Hitnotering: 04-09-1982 t/m 13-11-1982 | Hitnotering: 04-09-1982 t/m 13-11-1982 | Hitnotering: 04-09-1982 t/m 13-11-1982 | Hitnotering: 04-09-1982 t/m 13-11-1982 | Hitnotering: 04-09-1982 t/m 13-11-1982 | Hitnotering: 04-09-1982 t/m 13-11-1982 | Hitnotering: 04-09-1982 t/m 13-11-1982 | Hitnotering: 04-09-1982 t/m 13-11-1982 | Hitnotering: 04-09-1982 t/m 13-11-1982 | Hitnotering: 04-09-1982 t/m 13-11-1982 |
| Week                                   | 1                                      | 2                                      | 3                                      | 4                                      | 5                                      | 6                                      | 7                                      | 8                                      | 9                                      | 10                                     | 11                                     |                                        |
| -------------------------------------- | -------------------------------------- | -------------------------------------- | -------------------------------------- | -------------------------------------- | -------------------------------------- | -------------------------------------- | -------------------------------------- | -------------------------------------- | -------------------------------------- | -------------------------------------- | -------------------------------------- | -------------------------------------- |
| Nummer                                 | 30                                     | 21                                     | 16                                     | 8                                      | 7                                      | 5                                      | 4                                      | 6                                      | 16                                     | 33                                     | 40                                     | uit                                    |

### Nationale Hitparade
| Hitnotering: 28-08-1982 t/m 20-11-1982 | Hitnotering: 28-08-1982 t/m 20-11-1982 | Hitnotering: 28-08-1982 t/m 20-11-1982 | Hitnotering: 28-08-1982 t/m 20-11-1982 | Hitnotering: 28-08-1982 t/m 20-11-1982 | Hitnotering: 28-08-1982 t/m 20-11-1982 | Hitnotering: 28-08-1982 t/m 20-11-1982 | Hitnotering: 28-08-1982 t/m 20-11-1982 | Hitnotering: 28-08-1982 t/m 20-11-1982 | Hitnotering: 28-08-1982 t/m 20-11-1982 | Hitnotering: 28-08-1982 t/m 20-11-1982 | Hitnotering: 28-08-1982 t/m 20-11-1982 | Hitnotering: 28-08-1982 t/m 20-11-1982 | Hitnotering: 28-08-1982 t/m 20-11-1982 | Hitnotering: 28-08-1982 t/m 20-11-1982 |
| Week                                   | 1                                      | 2                                      | 3                                      | 4                                      | 5                                      | 6                                      | 7                                      | 8                                      | 9                                      | 10                                     | 11                                     | 12                                     | 13                                     |                                        |
| -------------------------------------- | -------------------------------------- | -------------------------------------- | -------------------------------------- | -------------------------------------- | -------------------------------------- | -------------------------------------- | -------------------------------------- | -------------------------------------- | -------------------------------------- | -------------------------------------- | -------------------------------------- | -------------------------------------- | -------------------------------------- | -------------------------------------- |
| Positie                                | 45                                     | 36                                     | 23                                     | 13                                     | 11                                     | 8                                      | 10                                     | 8                                      | 7                                      | 7                                      | 21                                     | 25                                     | 31                                     | uit                                    |

### NPO Radio 2 Top 2000
| Nummer met noteringen in de NPO Radio 2 Top 2000 | '99 | '00 | '01 | '02 | '03 | '04 | '05 | '06  | '07 | '08 | '09  | '10  | '11  | '12 | '13 | '14 | '15 | '16 | '17 | '18 | '19 | '20 | '21 | '22 | '23  | '24 |
| ------------------------------------------------ | --- | --- | --- | --- | --- | --- | --- | ---- | --- | --- | ---- | ---- | ---- | --- | --- | --- | --- | --- | --- | --- | --- | --- | --- | --- | ---- | --- |
| Come On Eileen                                   | 512 | 648 | 471 | 543 | 772 | 609 | 900 | 1046 | 902 | 803 | 1027 | 1106 | 1147 | 974 | 772 | 921 | 916 | 855 | 944 | 742 | 802 | 899 | 922 | 965 | 1019 | 929 |

1. ↑  Een vetgedrukt getal geeft de hoogste notering aan.